# يو إف سي 89
يو إف سي 89: بيسبنغ ضد ليبن (بالإنجليزية: UFC 89: Bisping vs. Leben)‏ هو حدث لفنون القتال المختلطة نظمته يو إف سي، أُقيم في 18 أكتوبر 2008، على الساحة الداخلية الوطنية في برمنغهام، المملكة المتحدة.